# Korálovka sedlatá sinalojská
Korálovka sedlatá sinalojská (Lampropeltis triangulum sinaloae) je had z čeledi užovkovití, poddruh korálovky sedlaté.

## Popis
Tento poddruh korálovky se dorůstá rozměrů 80–130 cm. Má malou poměrně málo oddělenou hlavu od krku. Zbarvení má černo-bílo-červené.

## Rozšíření
Tento poddruh je rozšířen od Severní a Střední Ameriky až po Ekvádor.

## Chov
Pro tento poddruh není nutné velké terárium, pro jednoho jedince postačí rozměry asi 60×40×40 cm, pro pár je nutné terárium o velikosti 100×50×50 cm. Teplotu v teráriu má být udržována v rozmezí od 25 do 29 °C, lokálně až 37 °C, v noci 20–22 °C. Tento poddruh korálovky je velmi žravý.

## Rozmnožování
Samice snáší 5–12 kožovitých vajec. Inkubace trvá asi 50–60 dní, vlhkost má být 90 %. Korálovky sedlaté sinalojské se dožívají 10–15 let.